# Ricardo Modrego
Ricardo Modrego (1934-2017) est un guitariste espagnol madrilène de flamenco.

## Biographie
Ricardo Modrego naît à Madrid le 19 octobre 1934. Il est le frère de la danseuse espagnole de flamenco Nana Lorca. Ils ont tous deux commencé leur carrière à Madrid au début des années 1950. En 1953, le frère et la sœur forment une équipe connue et bénéficient d'un contrat pour accompagner en Amérique du Sud le danseur espagnol Hurtado de Cordoba. En octobre 1954, la Cordoba Company fait ses débuts au 48th Street Theatre à New York. Malgré de bonnes critiques, les ventes de billets restent insuffisantes. Le contrat est rompu au bout de deux semaines. Après un travail temporaire aux États-Unis, Ricardo et Nana retournent rapidement en Espagne. À Madrid, ils sont auditionnés pour Pilar Lopez et rejoignent sa compagnie en tournées en Espagne et à l'étranger.
Ricardo a enregistré trois albums avec le jeune Paco de Lucia, ses premiers albums : Dos guitarras flamencas (1964), Doce canciones de García Lorca para guitarra et 12 éxitos para dos guitarras flamencas (1965). Entre les enregistrements, l'équipe frère et sœur fait une tournée avec la compagnie de danse espagnole José Greco.
Nana se marie ensuite avec José Greco et les deux époux font le tour du monde en tant que célèbres danseurs espagnols de flamenco. Ricardo a également tourné avec Mariemma et Antonio Ruiz, il a rejoint les Greco en tournée de temps en temps. José et Nana ont eu un fils Paolo Greco, un compositeur de musique de film. En 1969 Ricardo se marie avec la danseuse Teo Santelmo avec qui il a deux enfants.
Dans ses dernières années Ricardo enseigne la guitare à Madrid, ville où il meurt le 17 janvier 2017 d'un cancer du poumon, il avait 82 ans.